# Ożarów Franciszków (gromada)
Ożarów Franciszków (alt. Ożarów-Franciszków) – dawna gromada, czyli najmniejsza jednostka podziału terytorialnego Polskiej Rzeczypospolitej Ludowej w latach 1954–1972.
Gromady, z gromadzkimi radami narodowymi (GRN) jako organami władzy najniższego stopnia na wsi, funkcjonowały od reformy reorganizującej administrację wiejską przeprowadzonej jesienią 1954 do momentu ich zniesienia z dniem 1 stycznia 1973, tym samym wypierając organizację gminną w latach 1954–1972.
Gromadę Ożarów Franciszków (pisownia bez łącznika) z siedzibą GRN w Ożarowie Franciszkowie (wówczas wsi; obecnie jest to miasto o nazwie Ożarów Mazowiecki) utworzono – jako jedną z 8759 gromad na obszarze Polski – w powiecie pruszkowskim w woj. warszawskim, na mocy uchwały nr VI/10/15/54 WRN w Warszawie z dnia 5 października 1954. W skład jednostki weszły obszary dotychczasowych gromad Ożarów Franciszków i Ożarów Parcele oraz enklawa dotychczasowej gromady Ożarów (przylegająca do zachodniej granicy gromad Ożarów-Franciszków i Ożarów-Parcele) ze zniesionej gminy Ożarów w tymże powiecie. Dla gromady ustalono 25 członków gromadzkiej rady narodowej.
1 stycznia 1957 gromadę zniesiono w związku z nadaniem jej statusu osiedla (prawa miejskie Ożarów Franciszków otrzymał 1 stycznia 1967 z równoczesną zmianą nazwy na Ożarów Mazowiecki).
Uwaga: Nie mylić z sąsiednią gromadą Ożarów z siedzibą w Ożarowie (wsi koło Ożarowa Mazowieckiego).